# Dar Bni Karrich
Dar Bni Karrich (en arabe : دار بن قريش) est une commune du Maroc. Elle est située dans la région de Tanger-Tétouan-Al Hoceïma. La ville fait partie du pays de Jebala.

### Sources
- (en) Dar Bni Karrich sur le site de Falling Rain Genomics, Inc.